# Ecnomiohyla miliaria
Ecnomiohyla miliaria är en groddjursart som först beskrevs av Cope 1886.  Ecnomiohyla miliaria ingår i släktet Ecnomiohyla och familjen lövgrodor. IUCN kategoriserar arten globalt som sårbar. Inga underarter finns listade i Catalogue of Life.